# 두하이터오

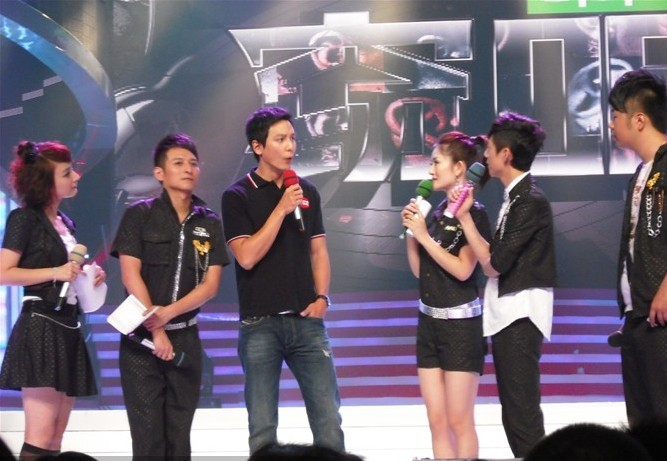

두하이터오(Du Haitao, 1987년 10월 28일 ~ )는 TV 사회자, 배우, 텔레비전 배우이다.
선양시에서 태어났다.

## 방송
- 명성가족적2천1야
- 신의대도공전전
- 쾌락대본영

## 영화
- 무림축구 (2017년)
- 패밀리 러닝 포워드 (2016년)
- 옹박 2016: 혈투 (2015년)
- 신의대도공전전 (2014년)
- 폴 인 러브 위드 유 (2014년)
- 일로광분 (2013년)
- 희극왕 (2013년)
- 쾌락도가 (2013년)
- 미남기 (2012년)